# Zdravstveni turizam
Zdravstveni turizam jedan je od najstarijih specifičnih oblika turizma u okviru kojeg se stručno i kontrolirano koriste prirodni ljekoviti činitelji i postupci fizikalne terapije u cilju očuvanja i unapređenja zdravlja, te poboljšanja vrsnoće života. Osnovu zdravstvenog turizma čini korištenje prirodnih ljekovitih činitelja koji mogu biti morski, toplički i klimatski. S obzirom na konstantno opadajuću kvalitetu suvremenog života uzrokovanu stresom i zagađenjem, zdravstveni turizam poprima sve značajniju ulogu u revitalizaciji psihofizičkih sposobnosti čovjeka. U lječilištima se nudi uravnotežena prehrana, isključenost od buke i zagađenja zraka, tjelovježbe, društveni i duhovni programi.

### Toplički činitelji
Pod topličke ili balneološke činitelje spadaju termomineralne vode, peloidi (ljekovita blata), naftalan, klima, biljni pokrov, kvaliteta zraka, šetnice, sunčevo zračenje.

### Klimatski ljekoviti činitelji
Pod klimatske ljekovite činitelje spadaju promjena klimatskog mjesta, kvaliteta zraka, sunčevo zračenje. Kod klimatoterapije povoljan učinak imaju klimatski uvjeti i elementi karakteristični za neko područje.

### Morski ljekoviti činitelji
Pod morske ljekovite činitelje spada morska voda, alge, šetnice, biljni pokrov, pijesak, solanski peloid, morski peloid, kvaliteta zraka, klima. Liječenje morem ili talasoterapija primjenjuje terapijsko djelovanje mora i primorja. Stručna talasoterapija provodi se pod liječničkim nadzorom, a samostalna izvan zdravstvenih ustanova po preporuci liječnika. U morskim se lječilištima nakon tri do dvanaest dana javlja talasoreakcija, odnosno reakcija organizma na stres izazvan ljekovitim djelovanjem morskih činitelja.
Poznata lječilišna mjesta u Hrvatskoj:
- Specijalna bolnica za ortopediju u Biogradu,
- Poliklinika Bizovačke toplice, medicinska rehabilitacija u Bizovcu,
- Thalassotherapia, specijalna bolnica za medicinsku rehabilitaciju u Crikvenici,
- Daruvarske toplice, specijalna bolnica za medicinsku rehabilitaciju u Daruvaru,
- Naftalan, specijalna bolnica za medicinsku rehabilitaciju u Ivanić-Gradu,
- Specijalna bolnica za medicinsku rehabilitaciju u Krapinskim Toplicama
- Specijalna bolnica za medicinsku rehabilitaciju u Lipiku,
- Termalno lječilište Istarske toplice u Livadama,
- Biokovka, specijalna bolnica za medicinsku rehabilitaciju u Makarskoj,
- Specijalistička ambulanta u Ninu,
- Thalassotherapia, specijalna bolnica za medicinsku rehabilitaciju, bolesti srca, pluća i reumatizam u Opatiji,
- Bolnica za ortopediju i rehabilitaciju "Prim. dr. Martin Horvat" u Rovinju,
- Specijalna bolnica za medicinsku rehabilitaciju u Stubičkim Toplicama,
- Lječilište u Topuskom,
- Specijalna bolnica za medicinsku rehabilitaciju u Varaždinskim Toplicama,
- Kalos, specijalna bolnica za medicinsku rehabilitaciju u Veloj Luci,
- Lječilište za bolesti dišnih organa i kože u Velom Lošinju.